# Nord LB Open 1995
Il Nord LB Open 1995 è stato un torneo di tennis facente parte della categoria ATP Challenger Series nell'ambito dell'ATP Challenger Series 1995. Il torneo si è giocato a Braunschweig in Germania dal 26 giugnoal 2 luglio 1995 su campi in terra rossa.

## Vincitori

### Singolare
Magnus Gustafsson ha battuto in finale  Stefano Pescosolido con il punteggio di 4–6, 6–0, 7–6

### Doppio
Nicklas Kulti /  Mikael Tillström hanno battuto in finale  Bill Behrens /  Brendan Curry con il punteggio di 7–6, 6–4